# 怀兴城际铁路
怀兴城际铁路，前称首都机场至北京新机场城际铁路联络线，是一条连接北京市怀柔区怀柔南站与河北省廊坊市大兴机场站的一条城际铁路。其亦属于北京市市郊（域）铁路网规划的一条地铁快线，原规划为S7线。
怀兴城际铁路自怀柔南站起向南出岔，经北京首都国际机场后进入地下，在徐辛庄与S6线汇合后穿过北京城市副中心，在北京城市副中心站与京唐城际铁路及规划京秦城际铁路交汇后转向西南，在花庄站附近设施园站后，抵至既有北京地铁17号线嘉会湖站，随即向南与S6线分开，进入廊坊市区后向西转弯，设廊坊北站后继续向西，直至抵达北京大兴国际机场，并与津兴城际铁路二期工程顺接。
怀兴城际铁路分两期建设，先期建设廊坊北站至大兴机场站区间于2017年动工，但到2019年3月才进入实质性施工阶段，原定2022年完工，受2019冠状病毒病疫情及京津冀城际铁路公司资金紧张等因素，实际于2024年12月28日开通运营；二期工程为廊坊北站至怀柔南站。其中：廊坊北站至冀京界段已随怀兴城际一期动工建设；冀京界至嘉会湖站段尚在规划中（与通武廊市域铁路部分共线）；嘉会湖站至首都机场站（3号航站楼站）区间已纳入北京地铁S6线工程，近期将与其共线；首都机场站至怀柔南站区间尚在规划中。

## 历史
怀兴城际铁路最初为北京规划的一条市郊铁路线路，称为“S6线”，最初规划为连接通州、顺义、大兴等北京郊区新城。随着北京新机场的建设和京津冀协同发展战略的提出，该线路一度升级为城际铁路，即后来的“城际铁路联络线”。线路由首都机场向南经北京城市副中心，到达亦庄后分两支，一支前往廊坊和新机场，另一支前往大兴和房山。
而后S6线又以“区域快线”的形式从城际铁路联络线中独立出来，在规划中也称北京地铁21号线，形成一条城际铁路（城际铁路联络线）和一条区域快线（北京地铁21号线）共存的局面（与城际铁路联络线相比，区域快线的形式更接近地铁，更加便于通勤，且属于北京地铁系统），在通州区的线路也互相错开有所不同。此后，城际铁路联络线不再去往大兴、房山方向，而是向南至廊坊及大兴机场，与规划廊涿城际铁路顺接，形成目前规划的线路。
2019年3月，一期工程北京段开工；4月，一期工程廊坊段开工。2020年4月17日，中国国家发展改革委发布关于促进枢纽机场联通轨道交通的意见，将城际铁路联络线二期工程（廊坊至首都机场段）列入枢纽机场联通轨道交通重点项目清单。
2021年10月13日，全长1.95公里的榆安二号隧道完工，成为城际铁路联络线工程首座完工隧道。
2023年12月，国家铁路集团发布铁运函[2023]445号文件，将新建城际铁路联络线一期工程正式命名为怀兴城际铁路，即将通车启用的廊坊至大兴机场段命名为怀兴城际廊兴段。
2024年1月10日，怀兴城际铁路一期开始铺轨。10月24日，怀兴城际铁路一期进入运行试验阶段。
2024年12月28日，怀兴城际铁路一期（廊兴段）正式开通运营。

## 线路
怀兴城际铁路连接怀柔、首都机场、副中心、亦庄、廊坊以及大兴机场。一期工程为廊涿城际铁路共线段，自廊坊北站至大兴机场站，全长39.438公里，其中北京市境内15.30公里，河北省境内24.138公里。设站4座，依次为廊坊北站、廊坊西站、礼贤站和大兴机场站；线路在大兴机场与规划廊涿城际（即环北京城际廊涿段）相连，在廊坊北站预留东延至香河的条件。
而廊坊北站向北经首都机场至南法信的二期工程全长72公里，设站7座，分别为南法信站（换乘北京地铁15号线）、首都机场T3航站楼站、徐辛庄站、北京城市副中心站（同时引入京哈铁路和京唐城际铁路；可在北运河东站换乘北京地铁6号线）、施园站（换乘北京地铁八通线南延及北京地铁7号线东延，连接北京环球度假区）、嘉会湖站、采育站。另有规划从南法信北延，经顺义牛栏山、京沈客运专线怀柔南站，终点为怀柔雁栖湖国际会都。延长至怀柔后全长111.3公里，设11座车站。
| 怀兴城际铁路 |                  |               |                 |                                                      |                    |                |          |          |
| 期数         | 站名             | 里程 （千米） | 站间距 （千米） | 轨道换乘                                             | 行政区             | 开通日期       | 站场规模 | 站台设计 |
| 一期         | 大兴机场站       | 0             | 0               | 京雄城际铁路 津兴城际铁路 █ 大兴机场线               | 河北省廊坊市广阳区 | 2024年12月28日 | 2台4线   | 地下     |
| 一期         | 礼贤站           | 6.268         | 6.268           |                                                      | 北京市大兴区       | 2024年12月28日 | 2台4线   | 地下     |
| 一期         | 廊坊西站         | 18.078        | 11.810          |                                                      | 河北省廊坊市广阳区 | 暂未开放       | 2台6线   | 地面     |
| 一期         | 廊坊北站         | 28.018        | 9.940           | 环北京城际铁路 （廊坊-香河段）                       | 河北省廊坊市广阳区 | 2024年12月28日 | 5台11线  | 地面     |
| 二期         | 采育站           |               |                 | 通武廊市域铁路                                       | 北京市大兴区       | 未知           | 未知     | 未知     |
| 二期         | 嘉会湖站         |               |                 | █ 17号线 通武廊市域铁路                              | 北京市通州区       | 未知           | 未知     | 未知     |
| 二期         | 施园站           |               |                 | █ 7号线 █ 八通线（花庄站）                           | 北京市通州区       | 未知           | 未知     | 未知     |
| 二期         | 北京城市副中心站 |               |                 | 京哈铁路 京唐城际铁路 █ 6号线（北运河东站） █ 平谷线 | 北京市通州区       | 未知           | 未知     | 未知     |
| 二期         | 徐辛庄站         |               |                 |                                                      | 北京市通州区       | 未知           | 未知     | 未知     |
| 二期         | 首都机场站       |               |                 | █ 首都机场线 █ 20号线（3号航站楼站）                 | 北京市顺义区       | 未知           | 未知     | 未知     |
| 二期         | 南法信站         |               |                 | █ 15号线                                             | 北京市顺义区       | 未知           | 未知     | 未知     |
| 二期         | 牛栏山站         |               |                 | 京承铁路                                             | 北京市顺义区       | 未知           | 未知     | 未知     |
| 二期         | 怀柔南站         |               |                 | 京哈高速铁路                                         | 北京市怀柔区       | 未知           | 未知     | 未知     |